# ピティヴィエ (菓子)

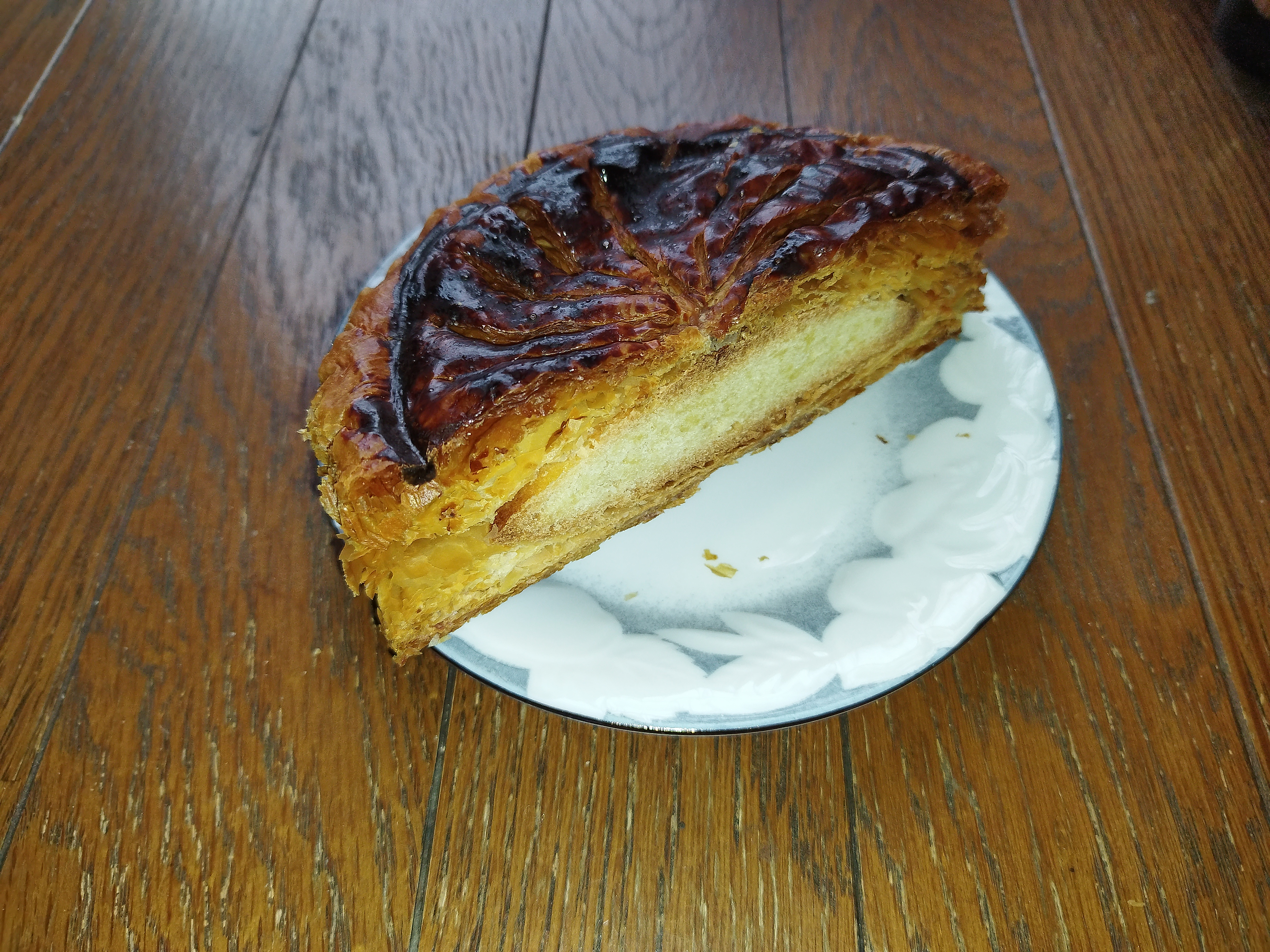
アーモンドクリーム入りのピティビエ

ピティヴィエ（フランス語: pithiviers）はフランス・ピティヴィエの名物菓子。フランスを代表するパイ菓子の1つ。
「ピティヴィエ」の名称は、町（コミューン）の名称としてよりも、菓子の名称としてのほうが有名である。本項では以下、「ピティヴィエ」は菓子を指し、町を指す場合は「ピティヴィエの町」と表記する。

## 概要

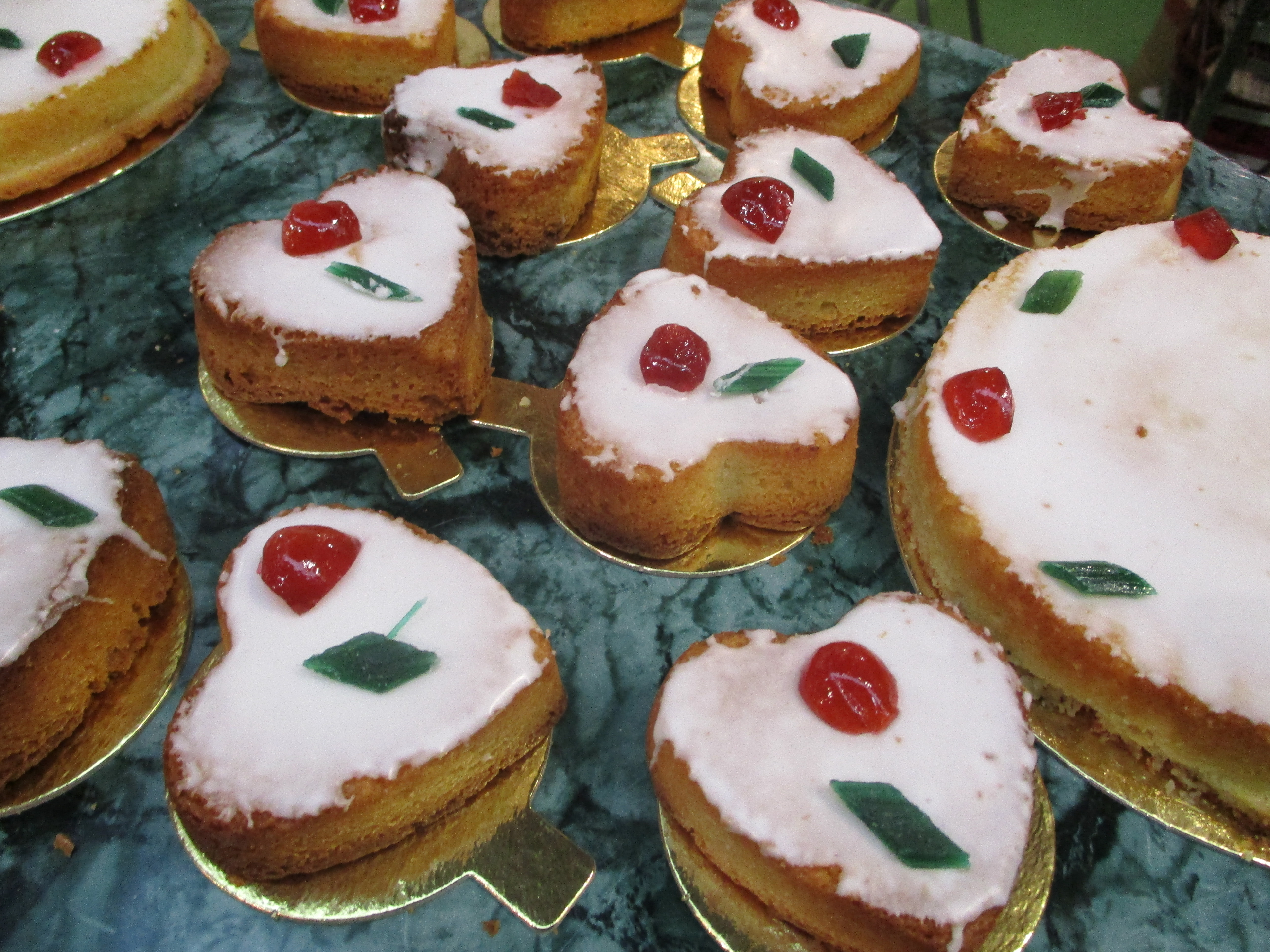
ピティヴィエ・フォンダンの例

大きく分けて2種類のピティヴィエがある。
ピティヴィエ・フィユテ（pithiviers feuilleté）
薄く延ばしたパート・フィユテ（バターを折りこんで作るパイ生地）ににクレーム・ダマンド（アーモンドクリーム）かクレーム・フランジパーヌを広げ、延ばしたパート・フォイユテを被せて包み込み、焼いたもの。焼き型やパイ皿は使用されず、表面には中心から放射状にうねるような筋模様が施される。
単にピティヴィエと呼ぶ場合にはこちらを指すことが多い。
なお、クリームの入っていないパイ生地のみはガレットと呼ばれる。
ピティヴィエ・フォンダン（pithiviers fondant）
アーモンドを使ったバター生地に糖衣がけ（フォンダン）して飾ったもの。
菓子ではないパイとしてのピティヴィエ・サレ（pithiviers salé）もある。

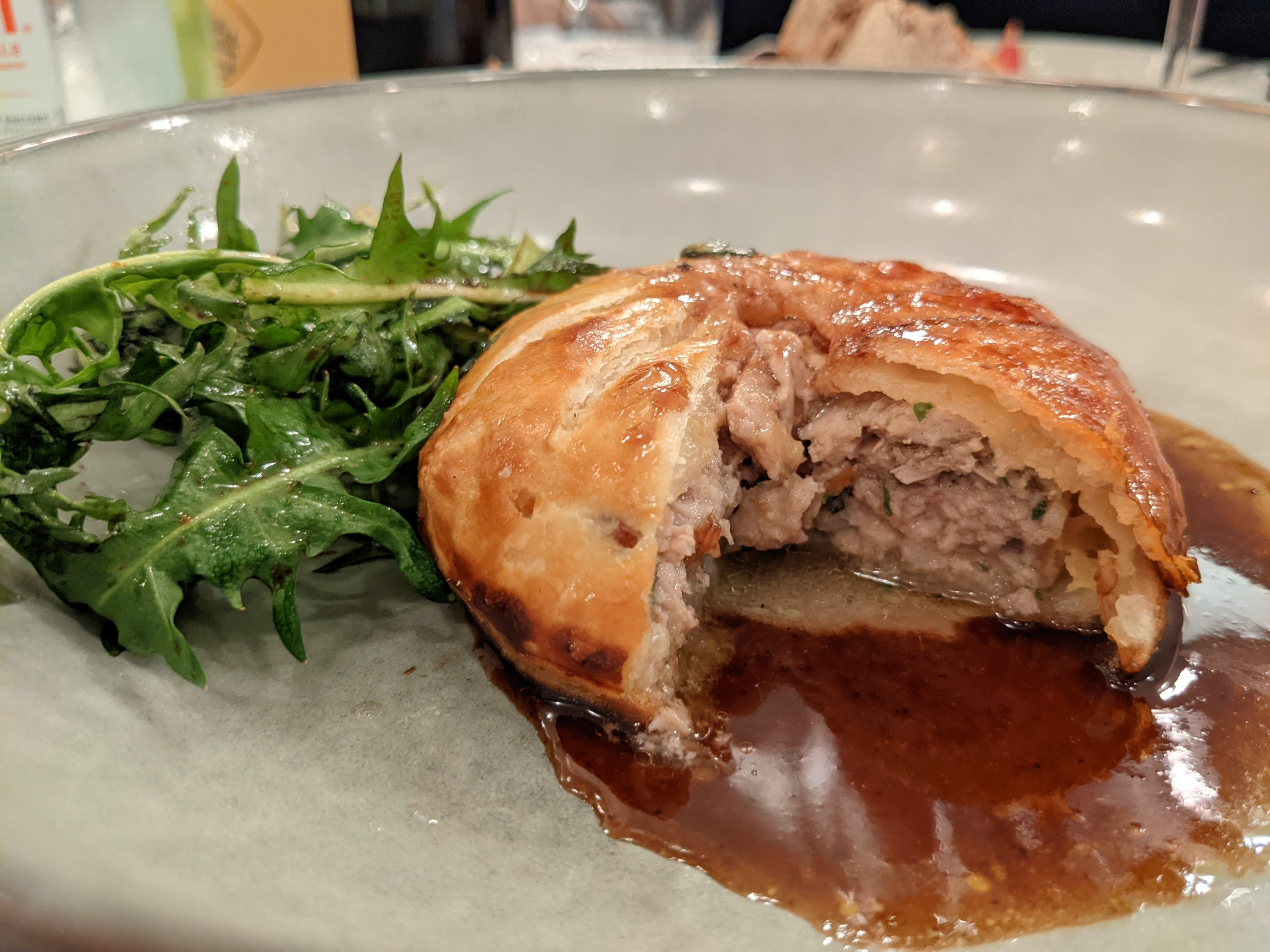
キジ肉のピティヴィエ
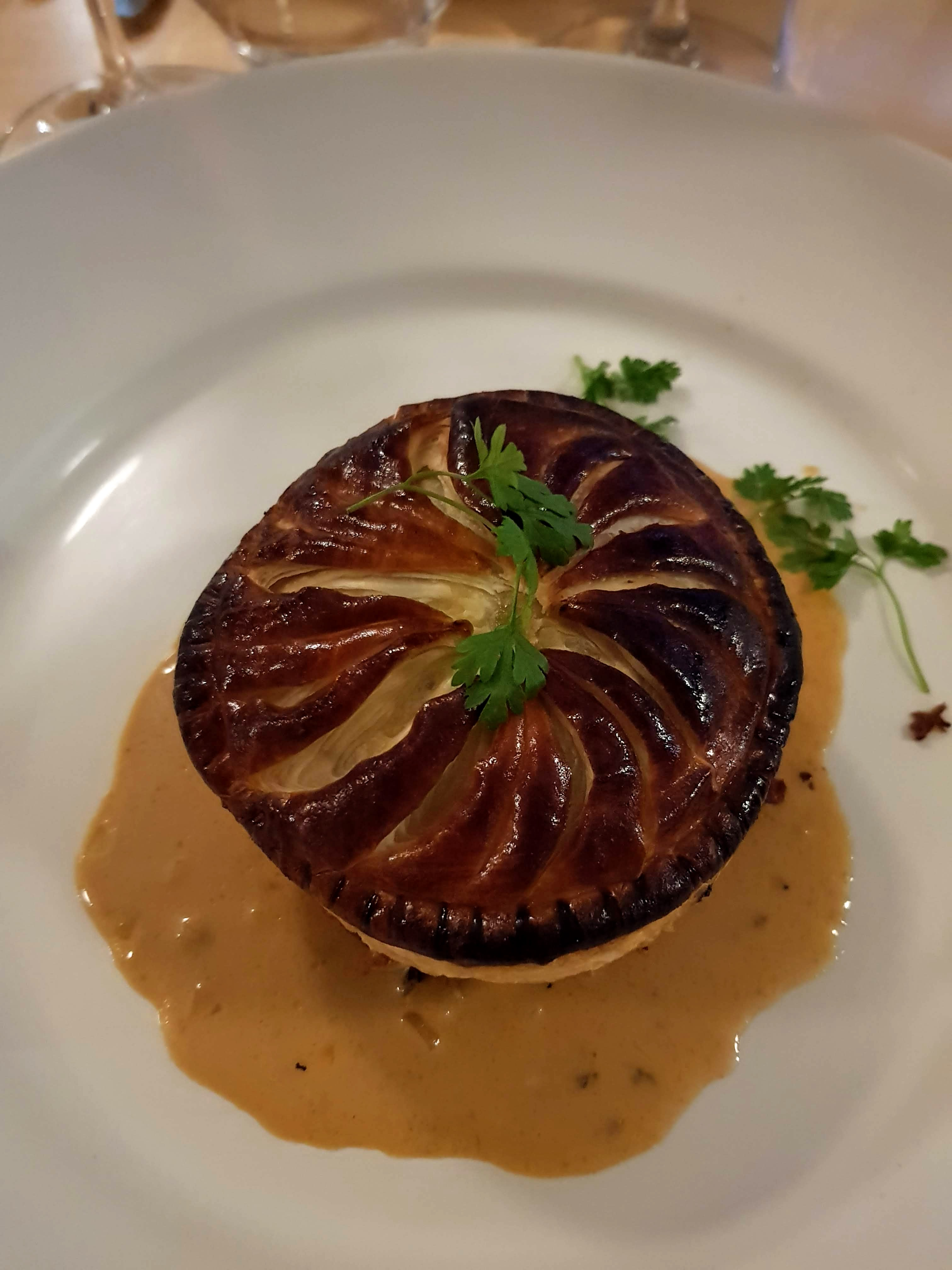
キノコのピティヴィエ 鶏レバーソース

## 歴史
ピティヴィエ・フォンダンのほうが歴史は古い。
古代ガリアの時代より、ピティヴィエの町では最良質の小麦粉ができることで有名であった。ガリアが古代ローマの属州となっていた時代、イタリア半島で大量に採れるアーモンドをピティヴィエの小麦粉と交換するように要求されるようになったことで、ピティヴィエのガリア人たちそれまで小麦粉のみで作っていたガレットなどにアーモンドを加えて作るようになったのがピティヴィエ・フォンダンの始まりである。なお、古代には糖衣がけはされていない。
ピティヴィエ・フィユテの起源には諸説あるが、以下に一例を挙げる。
17世紀の画家クロード・ロランは若い頃に菓子職人見習いをしていた。菓子を作ろうとしていたある時、バターを入れ忘れたことに気付き、後からバターを折り込んでいった。これがパート・フィユテの始まりであるが、あまり普及せず、アントナン・カレームやM. Feuilletによって完成されることになる（パート・フィユテの名前は後者の姓から採られたとされる）。M. Feuilletがパイ生地の真ん中にピティヴィエ・フォンダンを置き、パイ生地の周辺を摘まんで包むようにして焼いたのがピティヴィエ・フィユテの始まりとされる。ただ、この時は表面に模様がついておらず、模様については以下のエピソードがある。
フランス王シャルル9世はピティヴィエの町の近くで強盗団に捕えられてしまったが、盗賊団は王であることに気付き、シャルル9世にあるパテを食べさせたところ、シャルル9世はパテの美味に感激し、釈放された後にピティヴィエの町の職人に王家御用達の特権を与えた。以降、ピティヴィエの町の職人はパテの表面に、王の馬車の車輪をまねた筋をつけるようになった。シャルル9世の時代（16世紀）にはパイ生地がまだ出来ておらず、粉を練って作ったものの表面に車輪の模様をつけていたものと考えられる。それが18世紀になってピティヴィエ・フィユテに引き継がれ、いつしか中身はクリームになっていった。

## ピティヴィエ・フィユテの模様
上述のようないわれもあるピティヴィエ・フィユテ表面の模様であるが、火の通りを均一にし、なおかつ焼いたときに生地がいびつにならないようにするという実利的な効能もある。
ピティヴィエ・フィユテには飾りつけがされない分、くっきりと模様を出すよう焼き上げるのは菓子職人の腕の見せ所でもある。

## 類似する菓子
- ガレット・デ・ロワ - 使用するクリームの量や表面の模様が異なるが、ほぼピティヴィエと同じ[1]。ただし、ガレット・デ・ロワには「フェーヴ」と呼ばれる陶器製の小さな人形が中に入っている[1]。また、ガロット・デ・ロワは公現祭の日に食べる菓子であるが、ピティヴィエは通年で食される[3]。